# Luís de Magalhães
Luís Cipriano Coelho de Magalhães (Lisboa, 13 de setembro de 1859 – Porto, 14 de dezembro de 1935), mais conhecido por Luís de Magalhães, foi um jornalista, escritor e poeta, deputado e ministro, filho de José Estêvão.

## Biografia
Luiz de Magalhães foi filho José Estêvão Coelho de Magalhães, o grande tribuno da Monarquia Constitucional Portuguesa e de D. Rita de Moura Miranda. Desde muito cedo ligado à política, formou-se em Direito pela Universidade de Coimbra, tendo como objectivo aceder a uma carreira ma magistratura.
Foi nomeado por José Dias Ferreira, então presidente do ministério, para o cargo de governador civil do Distrito de Aveiro. A partir daí ingressou na vida política, sendo eleito em 1897 deputado por Vila do Conde e em 1899 pela Póvoa de Varzim.
A 19 de Maio de 1906 foi nomeado Ministro dos Negócios Estrangeiros do governo chefiado por João Franco.
Após a implantação da República Portuguesa manteve as suas convicções monárquicas e em 1919 apoiou a tentativa de golpe de Estado da Monarquia do Norte, sendo então nomeado novamente para a pasta dos negócios estrangeiros do governo revolucionário.
Foi poeta e prosador de grande mérito, seguidor da corrente literária do realismo. Fundou várias revistas e muitas tertúlias. Tem colaboração na revista A Sátira  (1911). Entre as suas obras merece destaque o romance O Brasileiro Soares, publicado com um prefácio de Eça de Queirós.
Viveu na Quinta do Mosteiro de Moreira da Maia, que sua mãe adquirira em 1874. A sua casa foi local de reunião de grandes vultos da intelectualidade portuguesa, incluindo Eça de Queirós, Antero de Quental, Joaquim Pedro de Oliveira Martins, Jaime de Magalhães Lima, Alberto Sampaio e António Feijó.

## Obras
- O Brasileiro Soares (1886), com prefácio de Eça de Queirós